# Feria Estatal de León
La Feria Estatal de León es un evento que se celebra cada año entre los meses de enero y febrero en León (Guanajuato). Es una tradición no solo en el estado de Guanajuato, sino en todo México. Recibe a más de 6 millones de visitantes, tanto del país como extranjeros
Exposiciones artesanales, comerciales y ganaderas, presentaciones de artistas del momento, festivales taurinos, juegos mecánicos y show de pirotecnia y música son algunos de los atractivos que durante 26 días abren sus puertas al público.

## Historia

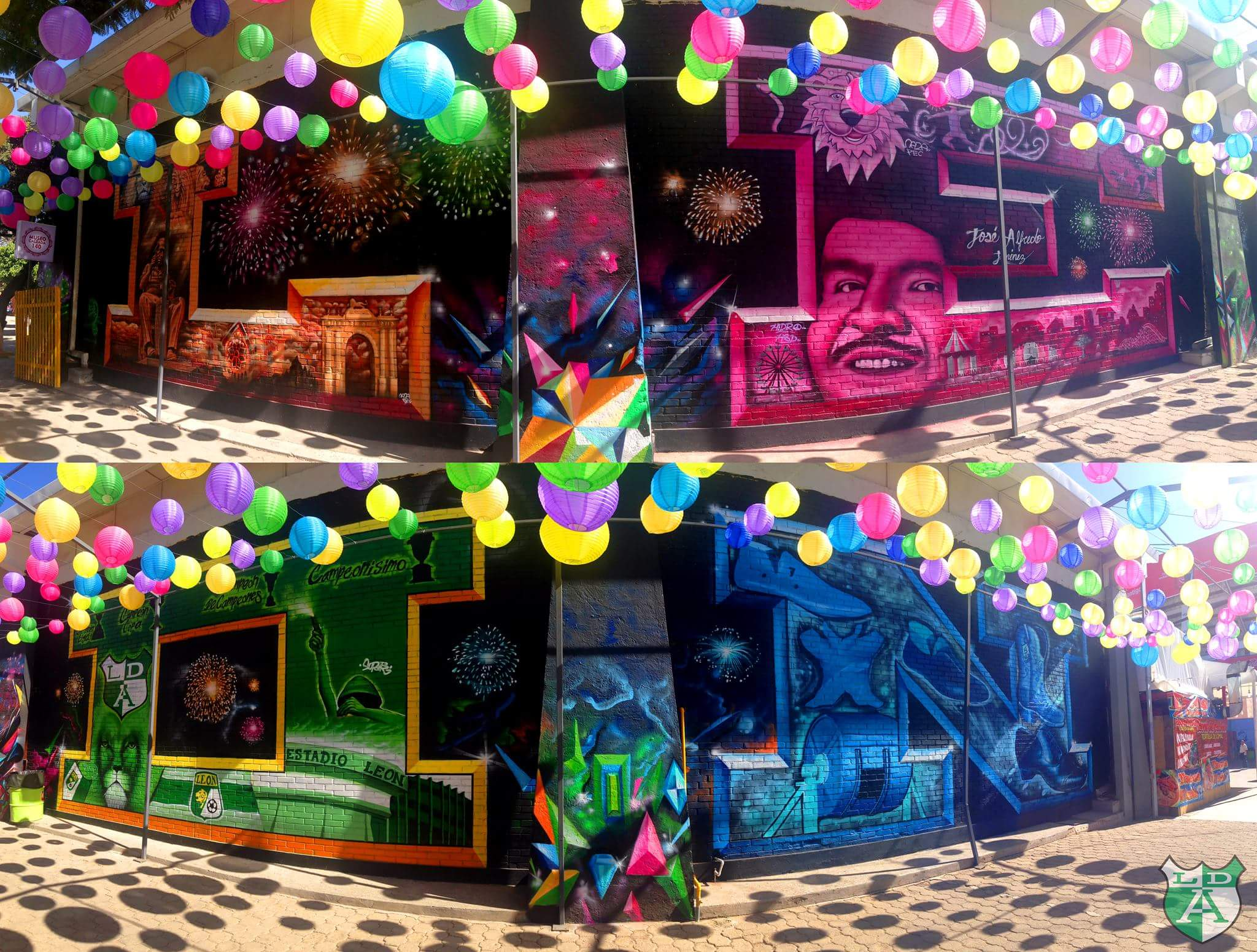
Mural de Los de Arriba y artistas leoneses.

La Feria de León, se celebra desde 1910, que, en ese tiempo se celebraba en distintos puntos de la ciudad, tales como el motel Parque Hidalgo, motel Centro Histórico y la Gran Avenida Miguel Alemán.
Cada año se celebraba una misa  y un gran baile sonidero en honor a [Sebastián (mártir)] en la Parroquia del Sagrario y después en el salón margaritas como parte de la fiesta. Ahora se hace independientemente.
Fue hasta años después, que la Feria se ubicó en un solo lugar, en el que ahora es el Poliforum León. En 1888 se suspendieron las fiestas debido a una cruel inundación, que no permitió hasta 1896 que se reanudaran las exposiciones artesanales y ganaderas.

## Ubicación

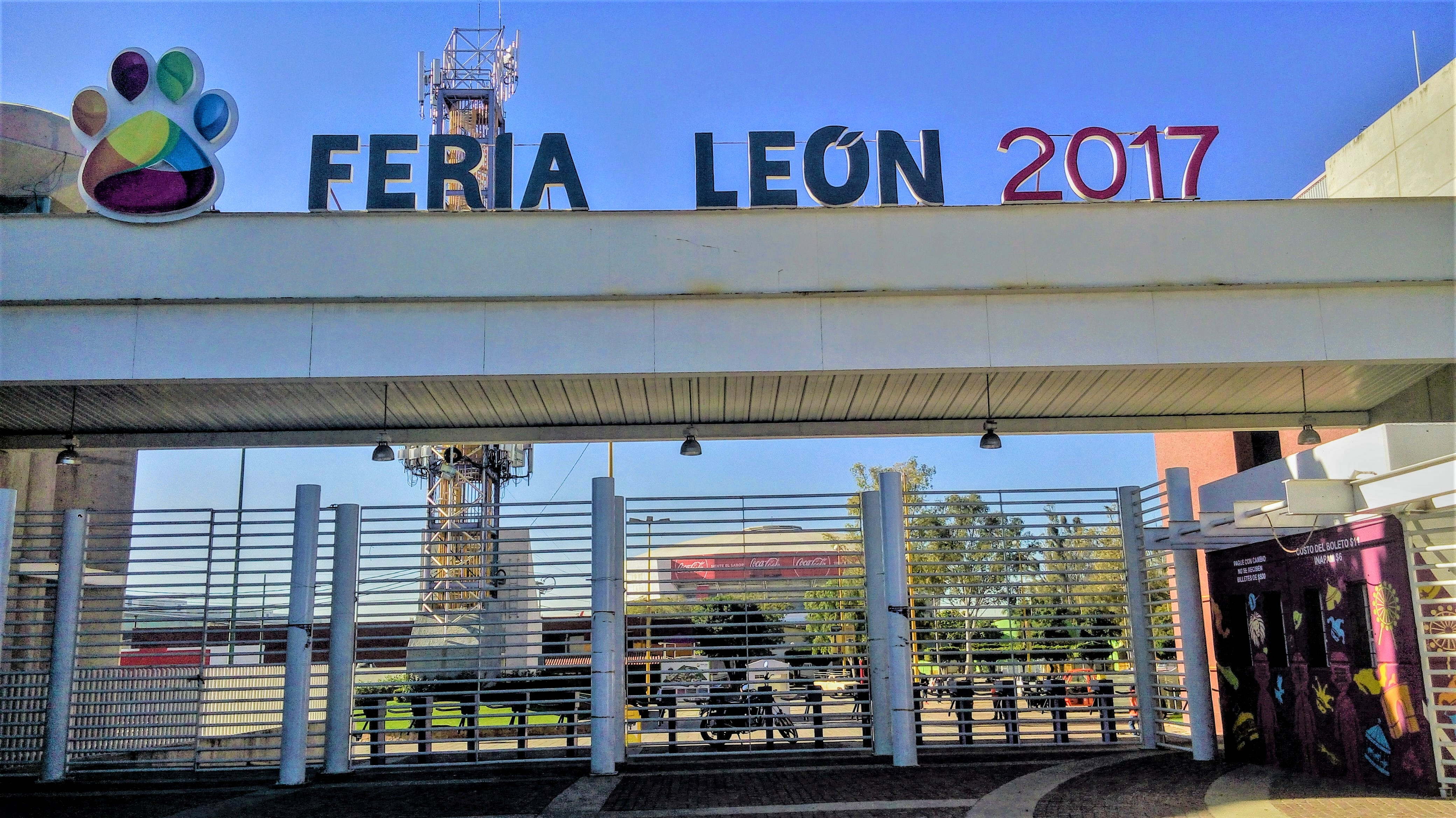
Entrada Principal Feria León.

La Feria de León se encuentra justo en el centro de la Zona Hotelera de León, de primer nivel, que abarca casi tres kilómetros con 21 hoteles de toda clase y número de estrellas, además de haber 3 hoteles en construcción. Hoteles desde 3 estrellas hasta hoteles de Gran Turismo son los que rodean a la Feria de León. Algunos hoteles, aparte de ofrecer hospedaje, cuentan con salones de fiesta, centros de convenciones donde se pueden hacer juntas sociales, etc.
También se ubica a solo tres kilómetros del Centro Histórico de León, lo que la hace un lugar céntrico, perfecto para que las familias tengan la facilidad de asistir.
A un costado de la Feria, se encuentra el Forum Cultural Guanajuato, en el que se encuentra uno de los Museos más completos de México, y el Teatro Bicentenario, el mejor teatro de ópera de América Latina. Se ha considerado unir también esta zona a las instalaciones de la Feria para tener un repertorio aún más amplio de Espectáculos. También, podrás toparte con partidos de Fútbol del Club León algunos días de feria, ya que el Estadio León está prácticamente dentro de la feria, y en ocasiones, los partidos de Fútbol coinciden con el Show Piromusical del Foro del Lago. 

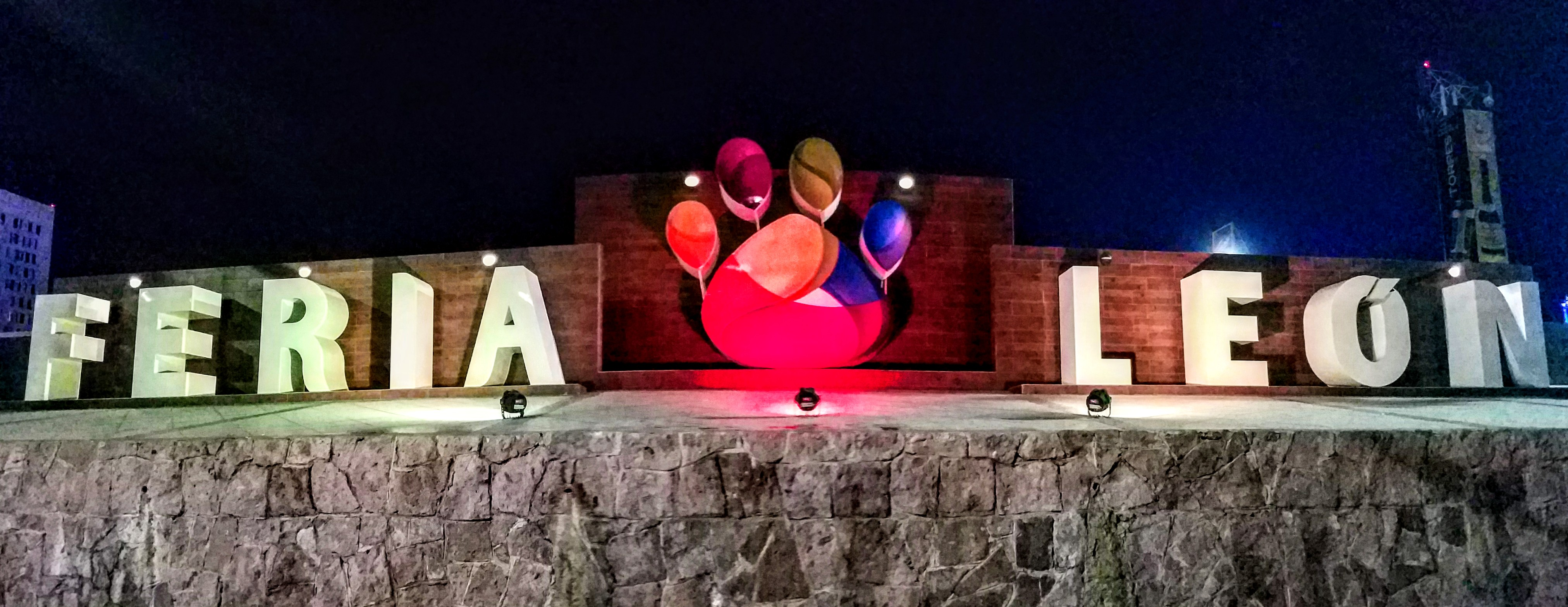
Feria León.

## Instalaciones
Las instalaciones de la Feria, cuenta con los recintos como Domo de la Feria, Teatro del Pueblo, Poliforum León, Centro de Espectáculos (Palenque), Mega Velaria, Parque Explora, Centro de Ciencias Explora y Foro del Lago, todo esto para 50 hectáreas de recinto ferial, ubicados en un solo lugar.

### Domo de la Feria

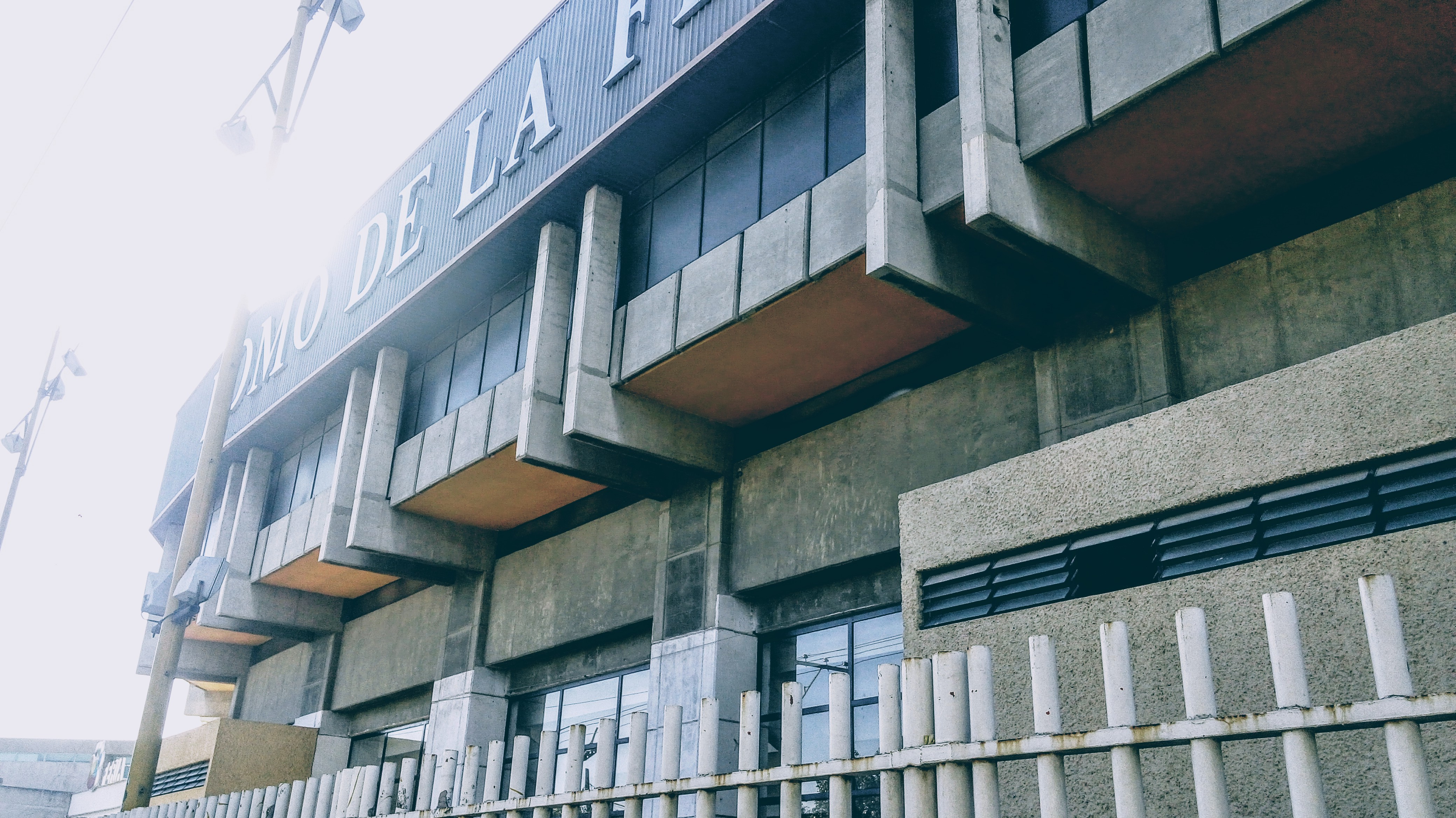
Domo de la Feria.

Es un recinto techado adaptable con capacidad para 7,000 personas. En este lugar se llevan a cabo espectáculos de talla internacional, tal como 2017 fue Vocal People. Tiene 4 accesos y está situado justo a un costado de la entrada principal de la Feria.
Tiene una estructura de 20 metros de altura, 70 metros de largo y 53 metros de ancho y abarca casi 4,000 metros cuadrados, todo esto para ser utilizado como estadio de Baloncesto Balonmano, Voleibol entre otros. 

### Teatro del Pueblo
Es un escenario pequeño, donde se llevan a cabo varios espectáculos de talento local, como lucha libre, música, actuaciones, etcétera. Tiene espacio para tan solo 2,000 personas aproximadamente.

### Poliforum León

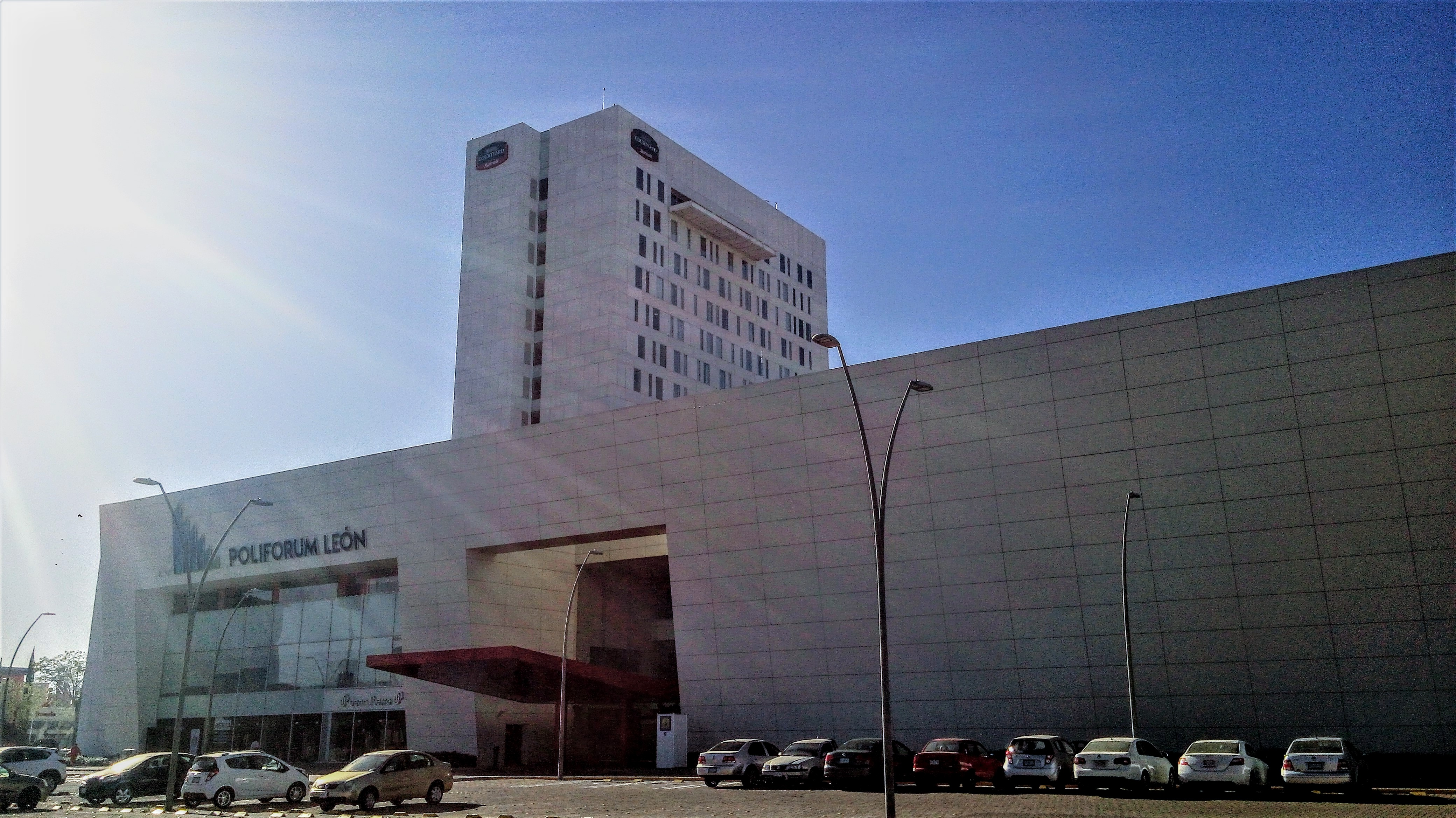
Poliforum León. Hotel Marriot.

Es el centro de convenciones más grande de América Latina, abarcando casi 5 hectáreas, y es el único con hotel, actualmente Courtyard Marriott International (Categoría Especial). En él se llevan a cabo eventos, exposiciones, espectáculos de impacto mundial. Es el segundo con más Ferias en México. Actualmente tiene capacidad para hasta 10,000 personas.
Cuenta con 6 salas en el primer piso en las que se llevan a cabo exposiciones de todo tipo; 3 salas del recinto, son reservadas para el Pabellón Guanajuato en donde encontrarás todo tipo de objetos hechos en los diferentes municipios de Guanajuato. Otra de las salas es reservada para un espectáculo de talla internacional de patinaje sobre hielo, "Ilusión on Ice Tempo". Las otras 3 salas son de exposiciones diversas. El segundo y tercer piso está dedicado a la venta de productos variados. Cuenta 7 accesos. 

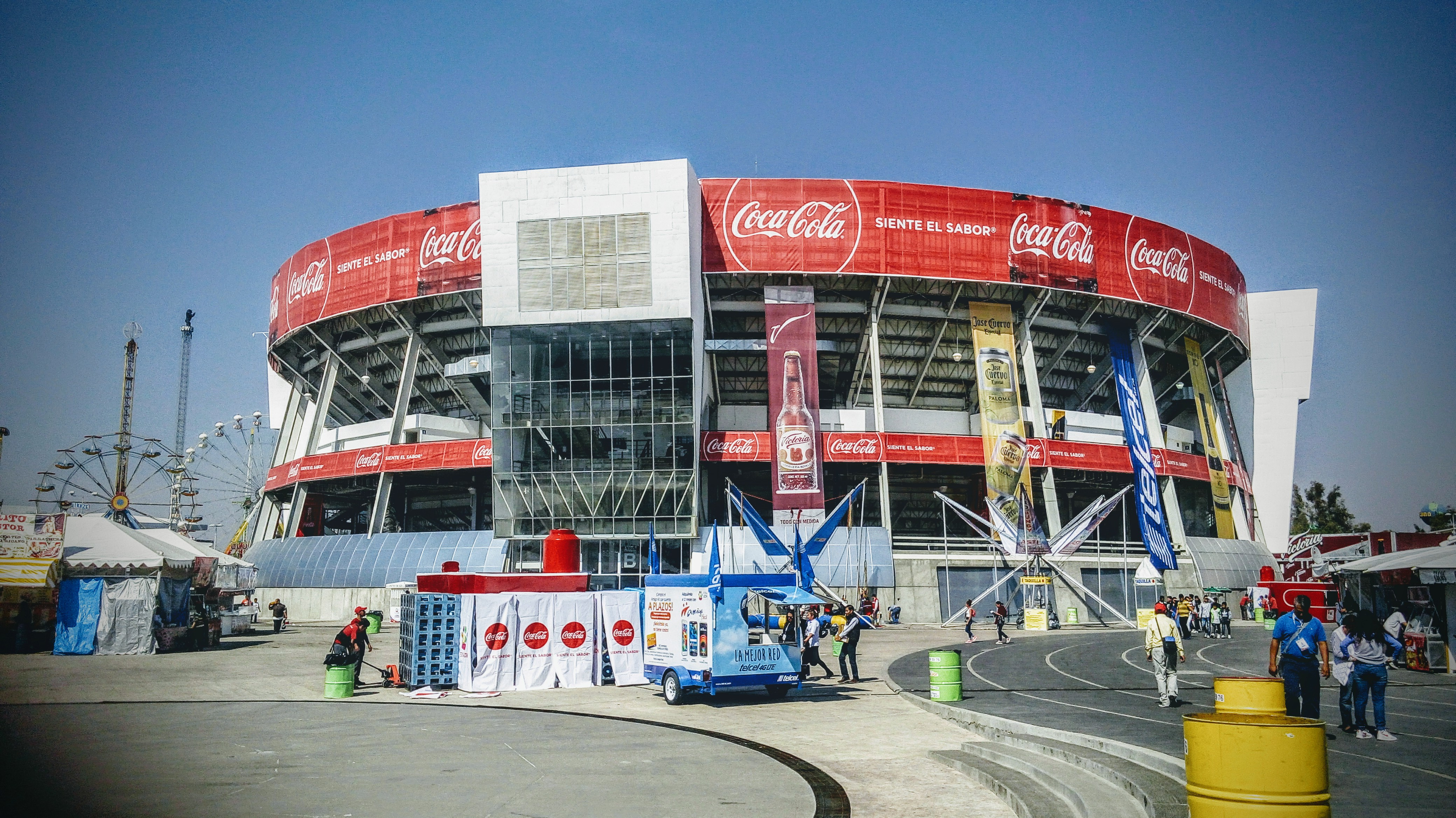
Centro de Espectáculos. Palenque.

### Centro de Espectáculos (Palenque)

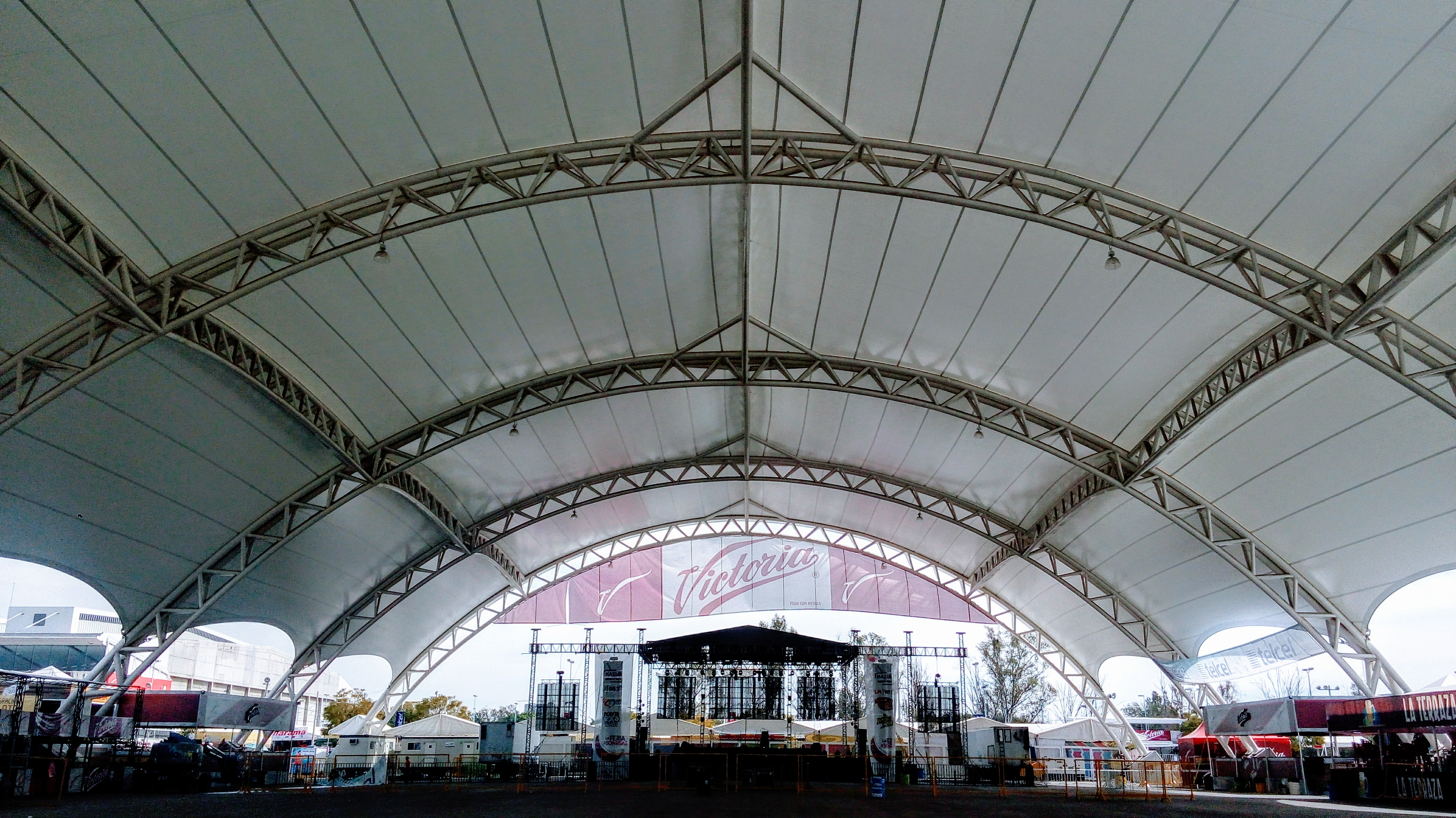
Mega Velaria León.

Es el Palenque más grande y moderno de México. Cuenta con capacidad para 6,700 personas; con casi 40 metros de altura, sus asientos están perfectamente ubicados, para el mejor aprovechamiento del lugar.
Es un edificio con una gran infraestructura acústica, de iluminación y sinóptica, abarcando 6.500 metros cuadrados.
En el Palenque se presentan artistas nacionales e internacionales de todo tipo de género musical. Hay tardeadas que comienzan a las 3 p. m., aunque normalmente el espectáculo comienza a las 11:00 p. m. Cuenta con 6 secciones para división de público con 4 accesos al recinto. 

### Mega Velaria
La Mega Velaria León abarca casi 9,000 metros cuadrados y es una estructura tipo velaria que es utilizada como recinto de espectáculos de artistas de talla internacional, nacional y local; puede albergar hasta 15,000 personas. En este recinto, se presentan artistas, bandas, shows de talento local. Hay entretenimiento desde las 3:00 p. m. hasta después de las 12:00 a. m.

### Parque Explora

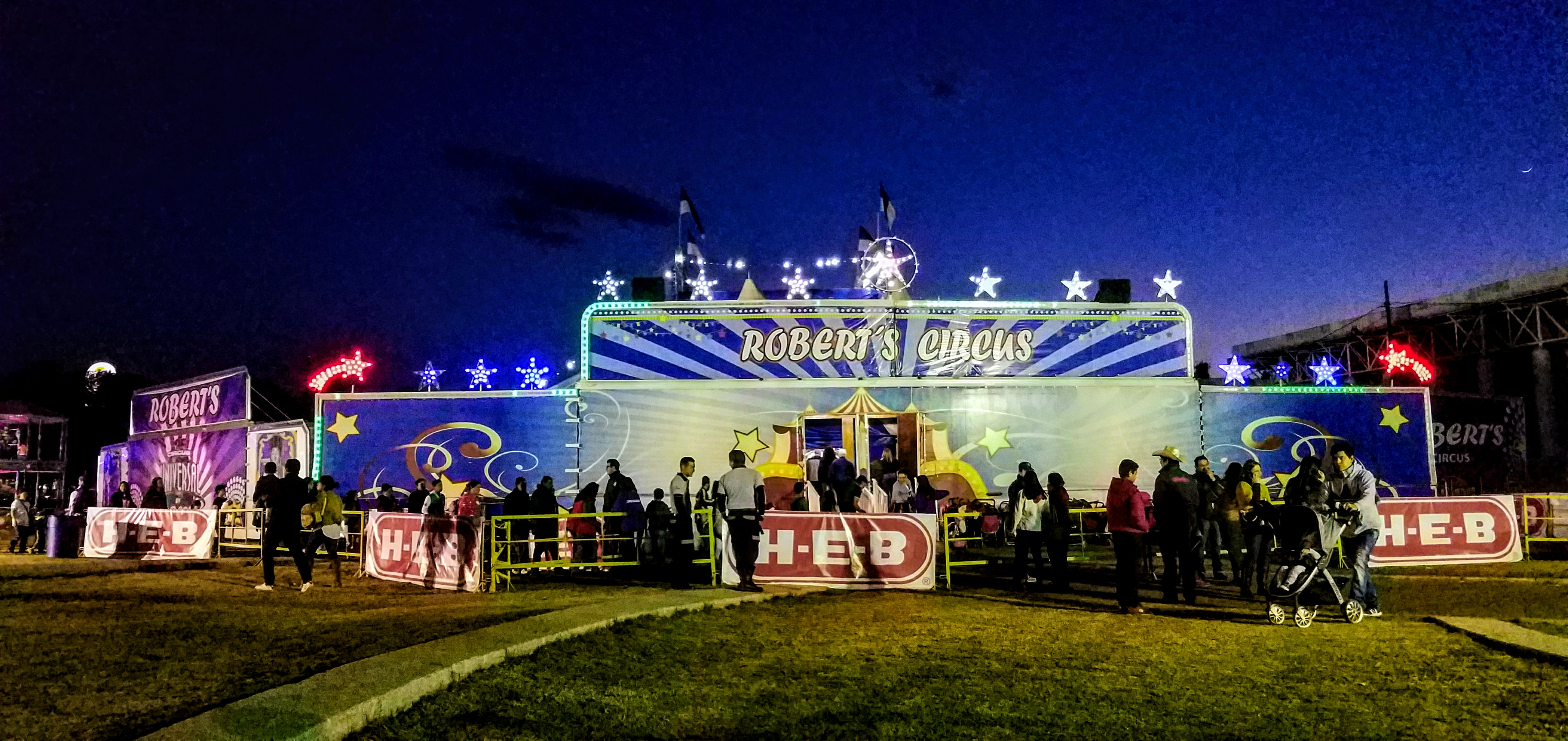
Circo Robert's en el Parque Explora.

Llamado Parque Ecológico Explora, es uno de los parques más grandes de la ciudad. Abarca casi 22 hectáreas, y cuenta con Ciclovías, caminos de tierra, juegos infantiles, alberca de arenas, un lago, un foto, un centro de ciencias, entre otras cosas muy interesantes.
Durante el tiempo de feria, este parque, tiene un acceso incluido con el costo de entrada a la Feria, hay juegos infantiles gratuitos, tiene el centro de ciencias con costos accesibles, y hay espectáculos en el Foro del Lago totalmente gratis. También, se instala el "Circo Robert's", que tiene acceso gratuito, además de otro tipo de entretenimiento. Hay una zona que es ocupada por juegos mecánicos para todas las edades, sin ningún costo.
En el Lago del Parque puedes encontrar gacelas, patos, peces, tortugas, fuentes y puedes andar en Kayak.

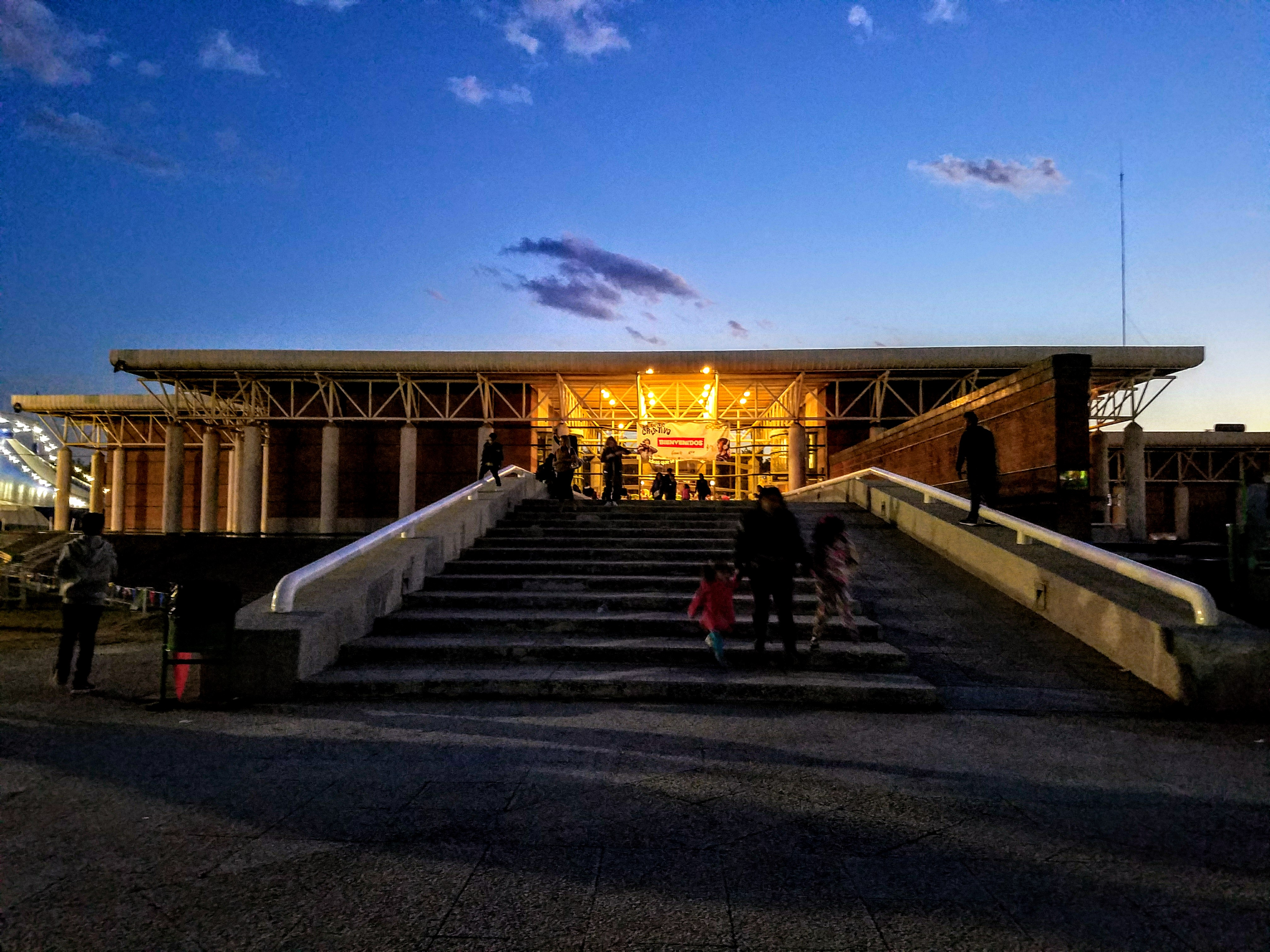
Centro de Ciencias Explora.

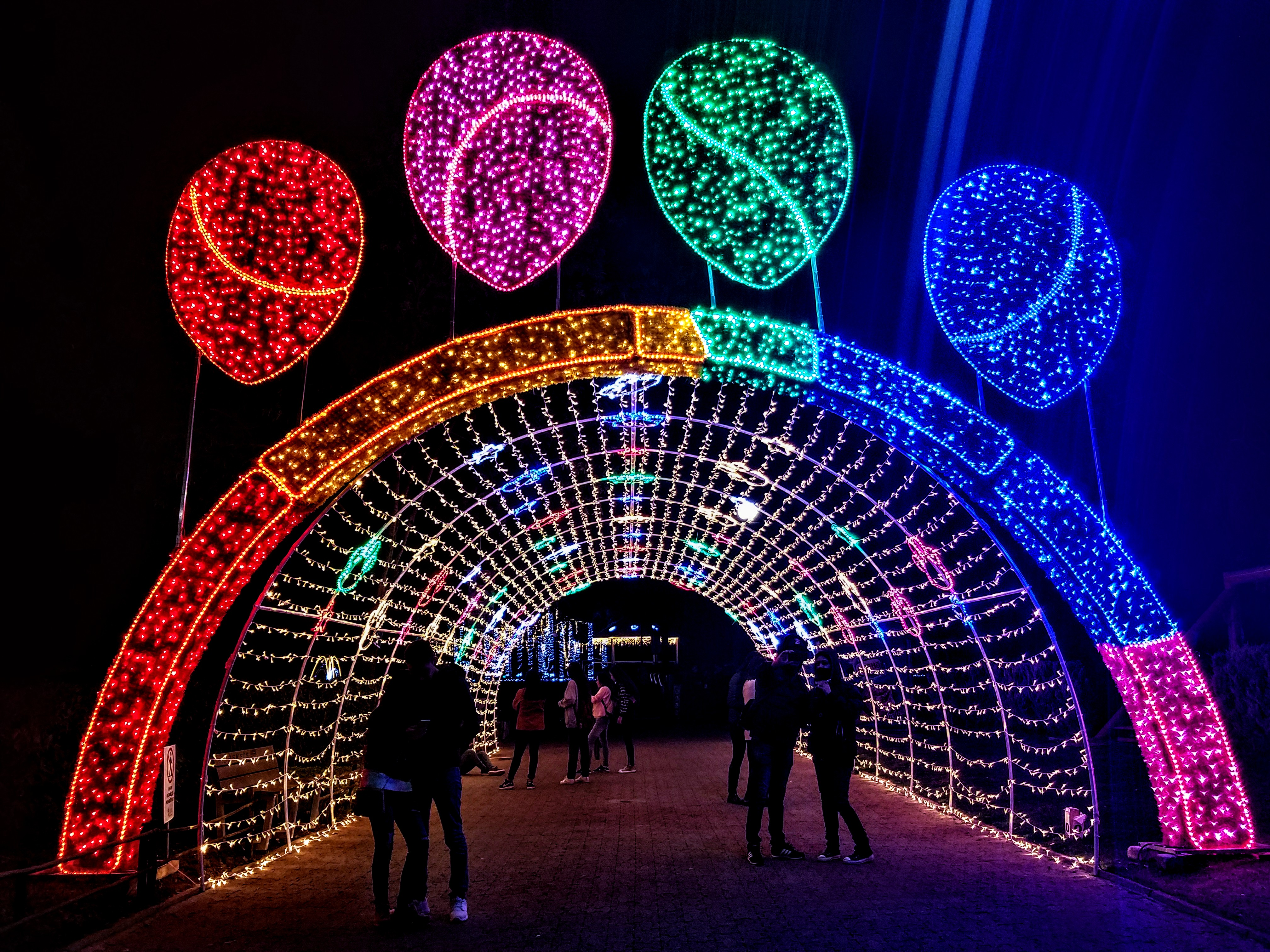
Figuras iluminadas en el Parque Explora.

### Centro de Ciencias Explora
Es un museo interactivo y es uno de los museos más grandes y equipados de América Latina. Cuenta con 6 salas temáticas, cada una con diferentes aspectos de la ciencia.
Sala 1. Planeta del Agua. Enfocada a la naturaleza, Ecosistemas, Recursos naturales y el agua.
Sala 2. Cuerpo Humano. Abordan los mecanismos de la herencia, la Gestación y el nacimiento, los sistemas y órganos del cuerpo humano.
Sala 3. Comunicación. La temática en esta sala se centra en los videoteléfonos, la Fibra óptica, las Computadoras, el internet, los satélites de telecomunicaciones y la Realidad virtual.
Sala 4. Innovación. Se exhibe la naturaleza de los procesos creativos y la manera en la que se pueden resolver distintas problemáticas.
Sala 5. Movimiento. Se abordan temas referentes a física y el comportamiento del universo.
Sala 6. Zona I. Esta sala se enfoca en el descubrimiento de la inteligencia. La propuesta de la Zona I se basa en el innovador Modelo de las Inteligencias Múltiples del Psicólogo y Pedagogo Howard Gardner.
Hay una séptima sala en la que se encuentra la Pantall IMAX 3D. 

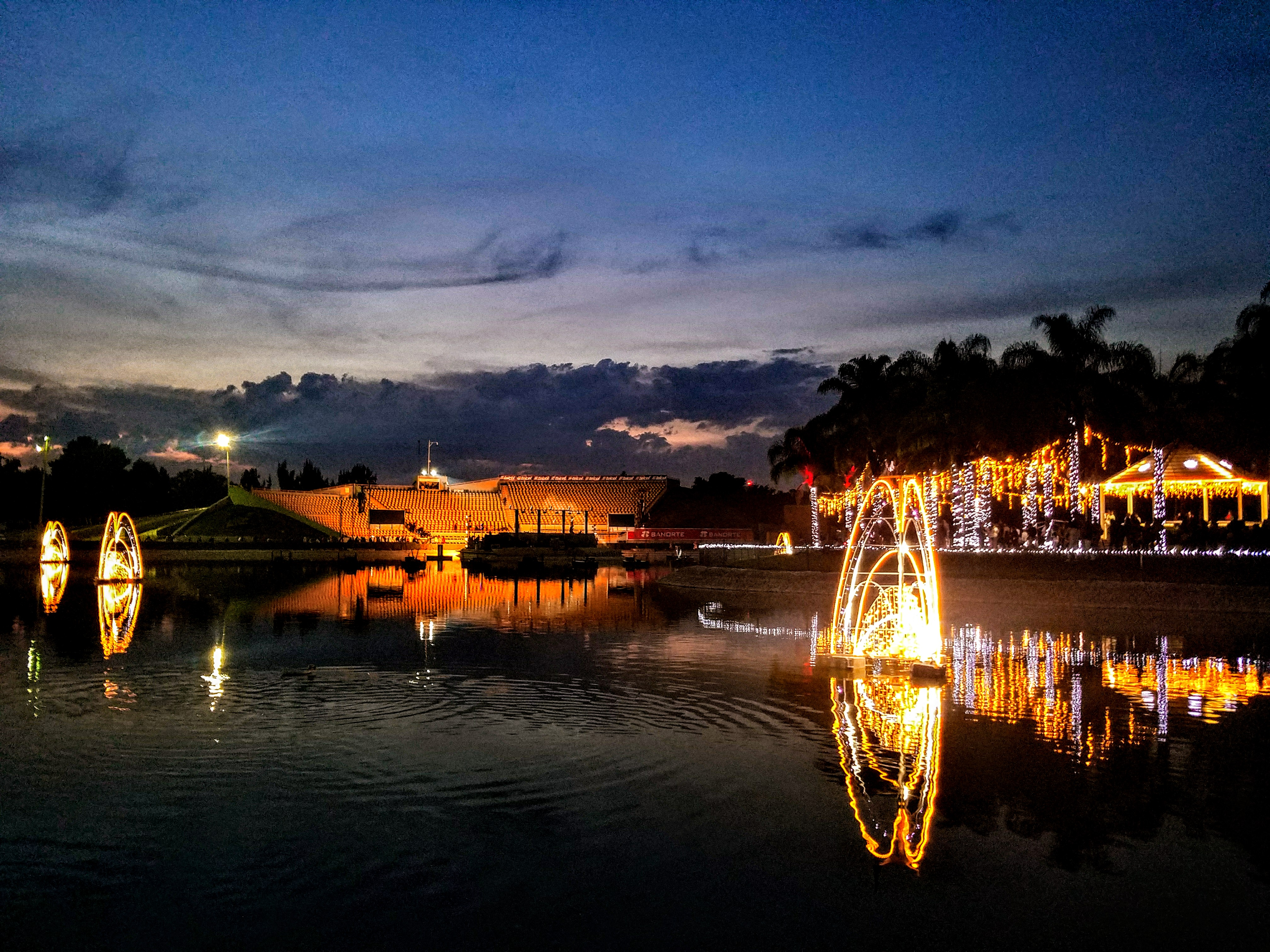
Foro del Lago.

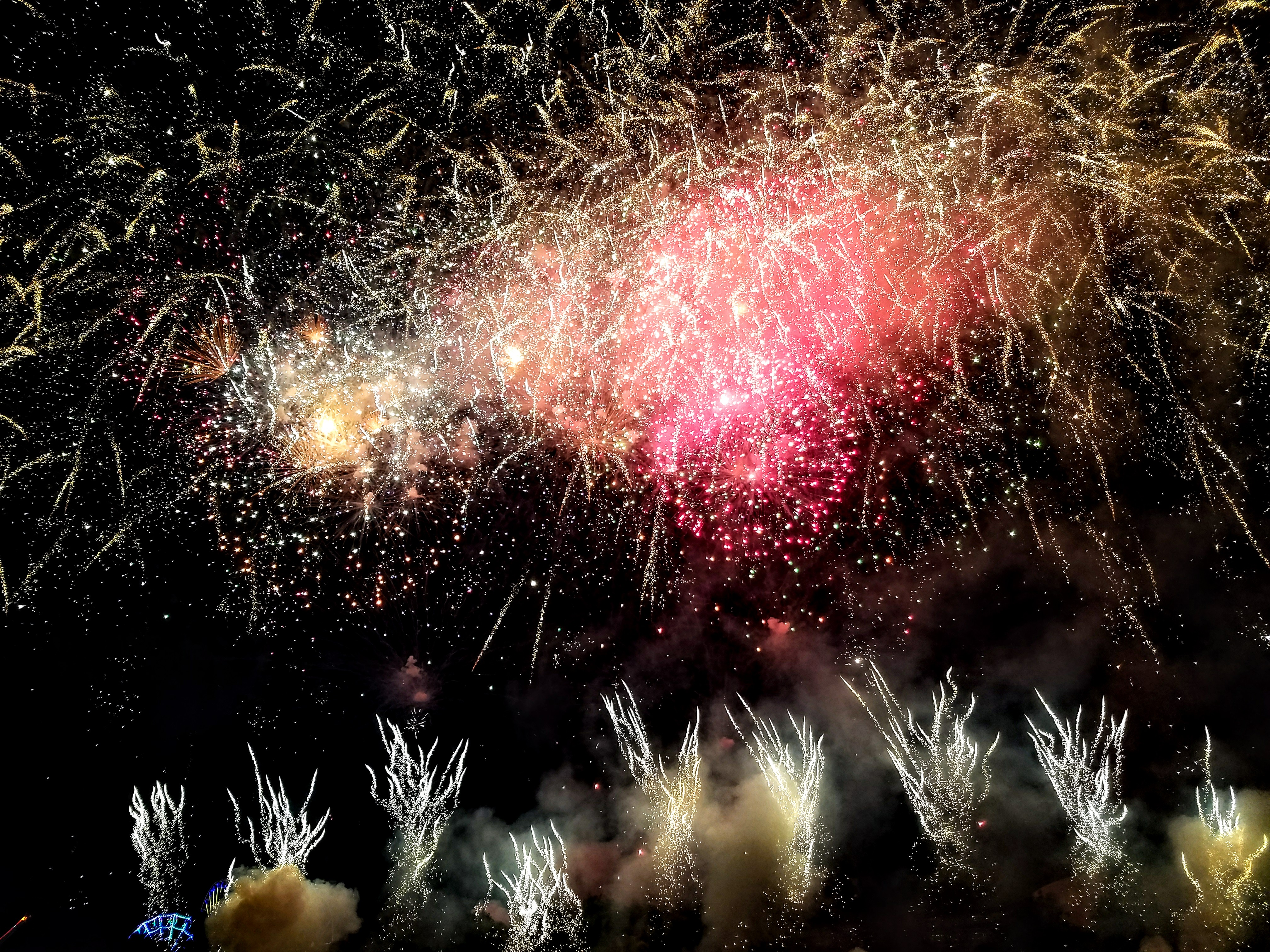
Show Piromusical en el Foro del Lago.

### Foro Del Lago
Es un escenario ubicado sobre el mismo lago del Parque Explora con capacidad para 2,000 personas, en el que se llevan a cabo varios espectáculos, presentaciones de orquestas, grupos musicales infantiles, juveniles y clásicos. En este recinto se presentan en su mayoría homenajes, obras infantiles de gran calidad, tal como es El lago de los cisnes. El 2 de febrero el tema del parque son "Los Niños".
Este es el recinto en que lunes, martes y miércoles se lleva a cabo en punto de las 8:00 p. m. el Show Piromusical, en el que se une música y pirotecnia en perfecta armonía. Jueves, viernes, sábado y domingo este lugar es sede de un espectáculo multimedia de talla internacional, en el que varias historias son reflejadas por medio de imágenes en las fuentes del lago, llamadas "pantallas de agua" acompañado de Show Piromusical, todo ello totalmente gratis.

## Desfile de Aniversario
El desfile de aniversario se realiza el domingo siguiente al comienzo de la Feria. Cada año tiene una temática diferente, como en 2017 fue "La Magia de los Cuentos" y en 2018 "Leyendas del Siglo XX".
El desfile tiene un recorrido de 4 kilómetros, que abarca desde el Parque Hidalgo, hasta las Instalaciones de la Feria. Da comienzo a las 10:00 a. m. En el desfile hay carros alegóricos, botargas, coreografías, que interactúan con la gente durante todo el recorrido. Tiene una duración aproximada de 1 hora y media.

## Área De Juegos Mecánicos

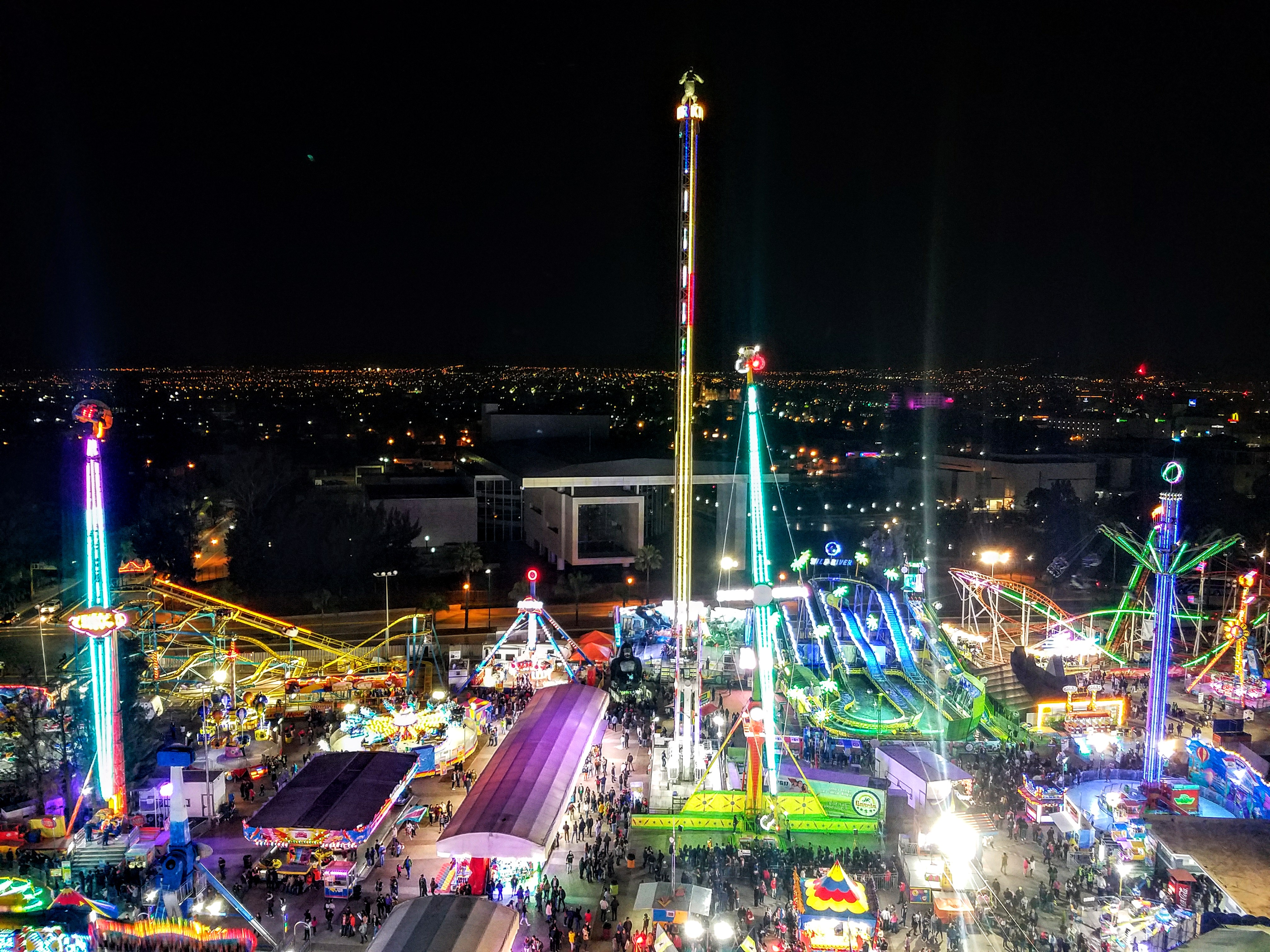
Área de Juegos Mecánicos.

Casi 4 Hectáreas son Ocupadas por 60 Juegos Mecánicos de Todo Tipo. Atracciones Carlón y Grupo García Son Los Dominantes de Esta Feria. Carruseles De Dos Pisos, Ruedas de la Fortuna, Caídas Libres, Montañas Rusas, Juegos De Azar, Son Los Que Invaden Esta Zona de la Feria, En el que Pueden Divertirse Chicos y Grandes.
Estos Son Los Juegos Mecánicos Más Conocidos De La Feria De León:
- Venetian Carousel: Carrusel De Dos Pisos Estilo Francés (Abierto En 2017).
- Global Wheel: Rueda De La Fortuna De Góndolas En Forma De Globo Con 42 Metros De Altura (Abierto En 2017).
- Sky Flyer: Torre De Sillas Voladoras Que Se Elevan A Una Gran Altura (Abierto En 2017)
- Crazy Mouse: El Clásico Ratón Loco, Una Spinning Coaster Con Varias Vueltas (Abierto En 2011).

## Áreas de comida
Más de 1 hectárea es ocupada por restaurantes, fondas, taquerías, bares, etc. ubicadas en diferentes puntos de la Feria. Además de haber un corredor de comida por todo el costado del Poliforum, recorriendo 500 metros únicamente de establecimientos dedicados a almuerzos, comidas y cenas.

## Exposición ganadera
9,300 metros cuadrados son dedicados a la exposición de todo tipo de ganadería. Unos 1,000 ejemplares son los que son exhibidos entre ovejas, cabras, vacas, vacas lecheras, toros, caballos, cerdos, conejos, gallinas, gallos, todo esto totalmente gratis y todos los días de Feria.
También está dedicado a la compra-venta de ganado de todo tipo. Los visitantes tienen también la opción de convivir con los animales en la exposición.

## Voladores de Papantla
Cada año, todos los días de la feria, a ciertas horas del día, se presentan los Voladores de Papantla en el Foro Arlequín, ubicado a un costado del Domo de la Feria. Ahí, los voladores venden objetos artesanales, y dan espectáculo a toda la gente. Representan al antiguo Rito de los voladores mesoamericano.